# Freiburger Nachrichten
Die Freiburger Nachrichten sind eine regionale Schweizer Tageszeitung in Freiburg im Üechtland.

## Auflage
Die WEMF-beglaubigte verkaufte Auflage hatte sich von den 1960er bis zu den 2000er Jahren auf rund 16'000 Exemplare verdoppelt. Nachdem sie 2016 erstmals wieder unter 16'000 Exemplare gesunken war, ging sie bis 2024 weiter auf 13'613 (Vj. 13'940) Exemplare herunter (verbreitete Exemplare 16'045; Vj. 16'195). Die Zeitung erreicht 35'000 (Vj. 36'000) Leser (WEMF MACH Basic 2024-II). Seit 1973 erscheinen die Freiburger Nachrichten donnerstags in einer Grossauflage von 44'117 (Vj. 43'987) Exemplaren, die in alle Haushaltungen von Deutschfreiburg und der angrenzenden bernischen Nachbarschaft verteilt wird und 59'000 (Vj. 57'000) Leser erreicht (WEMF MACH Basic 2024-II).
2015 wechselten die Freiburger Nachrichten von der Paulusdruckerei in Freiburg zur Druckerei von Espace Media Groupe (einem Unternehmen der Tamedia) in Bern.

## Geschichte
Dem zweisprachigen Kanton Freiburg fehlte neben den französischsprachigen Zeitungen Le Conféderé de Fribourg (1848), Le Chroniqueur (1854) und Le Journal de Fribourg (1859) eine deutschsprachige Zeitung.
Am 3. Januar 1863 erschien als erste deutschsprachige Wochenzeitung Die Sense, herausgegeben vom Verleger des Chroniqueur, Heliodor Rämy. Als er die beiden Zeitungen verkaufte, wurde die Sense Ende 1863 eingestellt. Ende 1894 erfolgte ein neuer Versuch, diesmal der Imprimerie catholique (heute Pauluswerk), mit der Freiburger Zeitung. Sie erschien zunächst zweimal, dann dreimal wöchentlich, ab 7. Dezember 1915 täglich. Im Untertitel führte die Zeitung später den Zusatz «Anzeiger für die westliche Schweiz» und noch später «Tagesblatt für die westliche Schweiz». 1904 änderte sie ihren Namen in den heute noch bestehenden Freiburger Nachrichten, seit 2008 mit dem Untertitel «Einzige deutschsprachige Tageszeitung im zweisprachigen Kanton Freiburg». Bis 1973 war sie aus Tradition stark dem konservativen Gedankengut verpflichtet. Danach öffneten sich die Freiburger Nachrichten konfessionell und politisch.
1925 bis 1963 gaben die Freiburger Nachrichten ein Kopfblatt unter dem Namen Neue Berner Nachrichten heraus, das die Katholiken in der bernischen Diaspora mit Nachrichten versorgte.
Ab dem 5. Februar 1998 bezogen die Freiburger Nachrichten die überregionalen Teile von der Solothurner Zeitung, seit 1. September 2001, nachdem diese dem Verbund der Mittelland-Zeitung (heute az Nordwestschweiz) beigetreten war, von der Berner Zeitung und seit 2018 von der neuen deutschsprachigen Mantelredaktion der Tamedia.
2010 übernahm die Freiburger Nachrichten AG von der Espace Media Groupe AG die beiden abonnierten Lokalzeitungen Der Murtenbieter und Anzeiger von Kerzers. Der Murtenbieter informiert seit 1854 über die wichtigsten Ereignisse der Stadt und Region Murten. Er erscheint zweimal pro Woche, einmal pro Monat in einer Grossauflage. Der Anzeiger von Kerzers erscheint einmal wöchentlich in Kerzers und Umgebung.
Im September 2020 wurde bekannt, dass die Vermarktung der Freiburger Nachrichten von der Goldbach Group übernommen wurde. Seit Januar 2024 werden die nationalen und internationalen Nachrichten von CH Media bezogen. Zudem wird der Mantelteil von der Schweiz am Wochenende aufgenommen.

## Chefredaktoren
- Joseph Pauchard, 1907 bis 1937
- Adolph Remy, 1937 bis 1966
- Bruno Fasel, 1966 bis 1977
- Erich Camenzind, 1977 bis 1993
- Walter Buchs, 1993 bis 2000
- Marcel Waeber, 2000 bis 2005
- Christoph Nussbaumer, 2005 bis 2022
- Christian Holzer, 2022 bis 2024
- Marc Lehmann, seit 2024